# Inclusief onderwijs
Inclusief onderwijs, afkorting IOn, is een alternatief voor speciaal onderwijs (Nederland) of buitengewoon onderwijs (Vlaanderen) waarbij de nadruk ligt op het aanvaarden van de verscheidenheid en gelijkwaardigheid van de schoolgaande kinderen middels inclusie.

## Basisprincipe
In plaats van kinderen met een handicap of leerstoornis uit de gewone schoolomgeving weg te halen en naar een specifieke setting te brengen, wordt bij inclusief onderwijs de specifieke hulp naar het kind gebracht in de gewone school. De extra ondersteuning kan hierbij komen vanuit een school voor speciaal of buitengewoon onderwijs, of vanuit een regionaal expertisecentrum.
Toch gaat inclusief onderwijs nog een stap verder. Waar geïntegreerd onderwijs de nadruk legt op integratie, en het kind zich dus aanpast aan de bestaande schoolomgeving, wordt bij inclusief onderwijs de nadruk gelegd op het aanvaarden van de verscheidenheid: De school past zich aan aan de leerling en zijn mogelijkheden. Concreet vertaalt dat zich bv. in het loslaten van eindtermen omdat deze voor een inclusieleerling gewoon onmogelijk zijn. De leerling evolueert dan volledig op een eigen traject.
Om inclusief onderwijs mogelijk te maken, is natuurlijk extra ondersteuning nodig voor de school, de klasleerkracht en de leerling. Het ION-project is een concrete invulling van inclusief onderwijs in Vlaanderen, specifiek voor kinderen met een matige tot zware mentale handicap (Attest type 2 is een voorwaarde). Hierbij wordt, zoals bij een GON-ondersteuning, beroep gedaan op de ervaring van het buitengewoon onderwijs. Dankzij deze ondersteuning kan het "in de vertrouwde omgeving blijven" gecombineerd met de "knowhow" die de scholen voor buitengewoon onderwijs hebben opgebouwd in de specifieke didactiek voor gehandicapten of leergestoorden. Om een GOn-statuut te verkrijgen of om in aanmerking te komen voor het IOn-project, richten ouders zich tot het CLB.
Inclusief onderwijs betekent dat het kind kan opgroeien in een gewone omgeving, vriendjes maken in zijn buurt, met broers of zussen op school zitten enz. De voorstanders stellen dat deze kinderen zeer veel opsteken door te leren van klasgenoten, wat veel minder evident is in een afgezonderde omgeving waar het gemeenschappelijk kenmerk de handicap is. Critici hebben het echter over "schijninclusie" en "learning apart together" omdat het kind fysiek wel in dezelfde omgeving vertoeft, maar in werkelijkheid helemaal niet participeert aan het klasgebeuren.

## Kritiek
Alhoewel inclusief onderwijs volgens de voorstanders bij tal van kinderen zeer goede resultaten geeft, wijzen recentelijke studies echter uit dat er ook nadelen aan verbonden zijn. De studies pleiten niet voor het terugschroeven van de GON- en ION-maatregelen, maar wel voor een betere voorlichting aan ouders bij het al dan niet kiezen voor deze maatregelen.
- Op dit moment vraagt het opstarten en draaiend houden van een inclusieproject een grote inzet, die vaak van de ouders moet komen. Het gaat dan over coördinatie, zoeken naar ondersteuners, lesmateriaal enz. Ook financieel is inclusie niet voor iedereen haalbaar.
- Soms blijken blinde GON-leerlingen het brailleschrift veel slechter te beheersen dan leeftijdsgenoten die wel in het blindeninstituut gebleven zijn.
- Voor bepaalde kinderen, met name in het domein van de autismespectrumstoornissen, blijkt de "integratie in het gewone milieu" juist een extra last te zijn, want dat is nu net de kern van hun handicap.
- Door de prioriteit te leggen op de sociale integratie van het kind, kan het dat andere leergebieden (taal, wiskunde, ...) minder aandacht krijgen.
- Door de intensieve (soms zelfs constante) begeleiding is het mogelijk dat het kind achteruitgaat op het domein van het autonoom kunnen werken.

Daarom is het belangrijk dat het team rond de inclusie leerling het welbevinden van het kind vooropstelt. Als het kind zich goed voelt, moeten de genoemde nadelen afgewogen worden en waar nodig bijsturingen aanbrengen in het project, eventueel door een overgang naar het buitengewoon onderwijs als dit in het belang is van het kind.

## Evolutie
In Vlaanderen zou men kunnen stellen dat er reeds een soort inclusief onderwijs aanwezig is onder de vorm van het Geïntegreerd onderwijs (GOn). Leerlingen met een GOn-statuut kunnen immers de lessen blijven volgen in een gewone school. Deze "gastschool" en de leerling in kwestie (met zijn/haar ouders) krijgen dan hulp vanuit de dienstverlenende school voor buitengewoon onderwijs.
Voormalig Minister van Onderwijs Frank Vandenbroucke lanceerde in december 2005 een nieuw voorstel om de leerzorg te herstructureren vanaf 2009. De conceptnota van dit nieuw leerzorgkader werd door de Vlaamse regering goedgekeurd op 30 maart 2007. De bestaande typologie in het buitengewoon onderwijs wordt hierbij herzien en daarnaast worden verschillende zorgniveaus bepaald. Zorgniveau III zou hierin toegang geven tot het buitengewoon onderwijs naast de mogelijkheid om in het gewoon onderwijs te blijven. Als de ouders kiezen voor gewoon onderwijs zal de leerling toch dezelfde ondersteuning krijgen die in het buitengewoon onderwijs beschikbaar zou zijn, terwijl de leerling een eigen leerlijn volgt die afwijkt van het curriculum van de andere leerlingen. Op deze manier kan inclusie naast het buitengewoon onderwijs een evenwaardig alternatief worden. In 2009 zouden de gewone scholen enkel aangemoedigd worden om deze leerlingen op te nemen, de verplichting tot inschrijving zou slechts geleidelijk gebeuren tussen 2009 en 2016.
Tot dan is inclusief onderwijs in Vlaanderen beperkt tot leerlingen met een matig of ernstig verstandelijke beperking, en enkel in het gewoon lager en secundair onderwijs. Voor de leerling die inclusief onderwijs volgt, krijgt de school voor buitengewoon lager of secundair onderwijs 5,5 lestijden en een integratietoelage van 250 euro.